# Миколай Оборський
Миколай Станіслав Оборський Т. І. (пол. Mikołaj Stanisław Oborski; 1576, Мазовія — 12 жовтня 1646, Краків) — церковний діяч Речі Посполитої, священик-єзуїт, ректор Львівської єзуїтської колегії 1635—1638, прокуратор у справі канонізації Станіслава Костки.

## Життєпис
Син Прокопа і Малґожати. Навчався в Пултуську, Оломоуці й Римі, де вступив до Товариства Ісуса 3 жовтня 1602 року. Висвячений на священика у червні 1607 року в Познані. Ректор у Кракові (св. Стефана) 1614—1616 і Любліні 1616—1619. У Кракові поставив до костелу вівтар св. Миколая, у Любліні, завдяки його старанням, постав фасад костелу св. Івана (тепер катедра). Префект бурси Карнковського в Калішу (1621—1624), у 1621 році мав отримати видіння Матері Божої і Станіслава Костки, що було відчитане як заступництво Станіслава у перемозі під Хотином і пришвидшило канонізацію. Ректор у Гданську (1624—1627). Прокуратор справи канонізації Станіслава Костки в Кракові (1627—1635), організував інформаційні процеси і поширював інформацію про особу кандидата до канонізації. Ректор колегії (1635—1638) і префект будівництва (1638—1639) у Львові, займався оздобленням храму св. апостолів Петра і Павла.

### Праці
- «Aquila grandis Martinus Oborski, Palatinus Podlachiae» (Варшава 1603),
- «Relacja albo krótkie opisanie cudów niektórych błogosławionego Stanisława Kostki» (Краків 1603),
- «Wypis z procesu kanonizacji św. Stanisława Kostki».